# Micropolypodium blepharideum
Micropolypodium blepharideum là một loài dương xỉ trong họ Polypodiaceae. Loài này được Copel. A.R. Sm. mô tả khoa học đầu tiên năm 1992.